# Sasha Behar
Sasha Behar (* 25. September 1971 in London) ist eine englische Film- und Theaterschauspielerin, die vor allem durch ihre Rolle als Maya Sharma in der Fernsehserie Coronation Street bekannt wurde.

## Leben und Karriere
Sasha Behar wurde 1971 als Tochter eines englischen Vaters und einer indischen Mutter in London geboren. Sie studierte Theater an der Poor School in Kings Cross, London. Nach ihrem Abschluss Anfang der 1990er Jahre trat sie zunächst in einzelnen Episoden von Fernsehserien wie Agatha Christie’s Poirot, Bugs, Thief Takers und The Bill auf. Danach übernahm sie fixe Rollen in der britischen Drama-Serie North Square und in der romantischen Serie Rescue Me von BBC One. Im September 2003 trat sie erstmals als Anwältin „Mad Maya“ Sharma in der Fernsehserie Coronation Street auf, die sie dann in über hundert Folgen verkörperte. Danach trat sie weiterhin regelmäßig im britischen Fernsehen in Erscheinung. Sie trat in einzelnen Episoden der bekannten Serien Lewis, Doctor Who, Sherlock und Luther auf und spielte in Produktionen wie Injustice, Strike Back oder Holby City mit.
Neben ihren Rollen im Fernsehen, war Sasha Behar auch immer wieder in Theaterproduktionen auf der Bühne zu sehen, beispielsweise 2018 in einer Royal Shakespeare Company Produktion von Molières Komödie Tartuffe, in Stücken wie The Prophet, The Bitter Tears Of Petra von Kant (dt. Die bitteren Tränen der Petra von Kant von Rainer Werner Fassbinder) sowie in Produktionen klassischer Werke wie William Shakespeares Macbeth, Richard III oder Ein Sommernachtstraum.
Sie lebt mit ihrem Partner, dem Schauspieler Jamie Glover, und ihren zwei Töchtern in London.

## Filmografie (Auswahl)
- 1994: Agatha Christie’s Poirot (Staffel 6, Episode 1 Hercule Poirot’s Weihnachten)
- 1997: Bugs – Die Spezialisten (Staffel 3, Folge 2 The Revenge Effect)
- 1997: Thief Takers (Staffel 3, Folge 6 After the Goldrush)
- 1999: The Bill (Staffel 15, Episode 40 Pillow Talk)
- 2000: North Square (Staffel 1, Episode 1–9)
- 2002: Rescue Me (alle 6 Folgen)
- 2003–2004: Coronation Street (123 Folgen)
- 2005, 2018: Casualty (Staffel 19 (2005), 4 Folgen; Staffel 32 (2018), 3 Folgen)
- 2007: Lewis – Der Oxford Krimi (Staffel 1, Episode 1 Dämonen der Vergangenheit)
- 2008: Doctor Who (Staffel 4, Episode 2 Die Feuer von Pompeii)
- 2010: New Tricks – Die Krimispezialisten (New Tricks, Fernsehserie, Episode 7x02)
- 2010–2011: Strike Back
- 2011: Injustice – Unrecht! (Miniserie)
- 2012: Sherlock (Staffel 2, Episode 2 Die Hunde von Baskerville)
- 2012: Holby City (Staffel 14, 7 Folgen)
- 2013: Luther (Staffel 3, Episode 1)
- 2014–2015: Da Vinci’s Demons (7 Folgen)
- 2017: Modus – Der Mörder in uns (Staffel 2, 5 Folgen)
- 2018: Unforgotten (Staffel 3, Folgen 1–6)
- 2019: The Lie of You (A Working Mom’s Nightmare)
- seit 2021: Foundation (Fernsehserie)